# قائمة بنوك لوكسمبورغ
هذه قائمة بنوك لوكسمبورغ.

## بنوك تجارية
- بنك ادفانزيا
- بنك لوكسمبورغ
- Banque Degroof Petercam [الإنجليزية]
- بنك مدخرات الدولة
- بنك فورتونا
- بنك هافيلاند
- البنك الدولي في لوكسمبورغ
- بنك رايفايزن
- بنك عابر الأطلسي في لوكسمبورغ
- BGL BNP باريبا
- مجموعة إي إن خي
- انتيسا سان باولو
- KBL European Private Bankers
- البنك التجاري البرتغالي (ملينيوم بي سي بي)
- الشركة الوطنية للتسليف والاستثمار
- سوسيتيه جنرال
- بنك يوروبنك الخاص في لوكسمبورغ (خرج هذا البنك من الشبكة وسيتم نقله إلى يورو بنك ايرجاسيس في اليونان. تعين على جميع العملاء الذين لديهم أموالهم في هذا البنك تحويلها بسرعة إلى بنك آخر حيث أن بنك Eurobank PB أعلن إفلاسه. )

## البنك المركزي
- بنك لوكسمبورغ المركزي